# Monsanto (bedrijf)
Monsanto is een multinationaal biotechnologisch onderdeel van Bayer in de Verenigde Staten, dat producten voor de landbouw produceert. De hoofdzetel van Monsanto staat in Creve Coeur, Missouri. Het is een marktleidend bedrijf van genetisch gemodificeerde zaden en van de herbicide glyfosaat, die het op de markt brengt onder de naam Roundup. In 2018 werd bekendgemaakt dat de merknaam Monsanto zou verdwijnen in verband met de overname door Bayer.
Het bedrijf werd opgericht in 1901. Tegen 1940 was het een grote producent van verschillende soorten plastic, waaronder polystyreen en synthetische vezels. Het chemisch bedrijf doet onder meer onderzoek naar katalytische asymmetrische hydrogenering. Het was het eerste bedrijf dat op grote schaal leds produceerde. In het verleden maakte het bedrijf controversiële producten zoals DDT, pcb's, Agent Orange en een type somatostatine.

## Geschiedenis

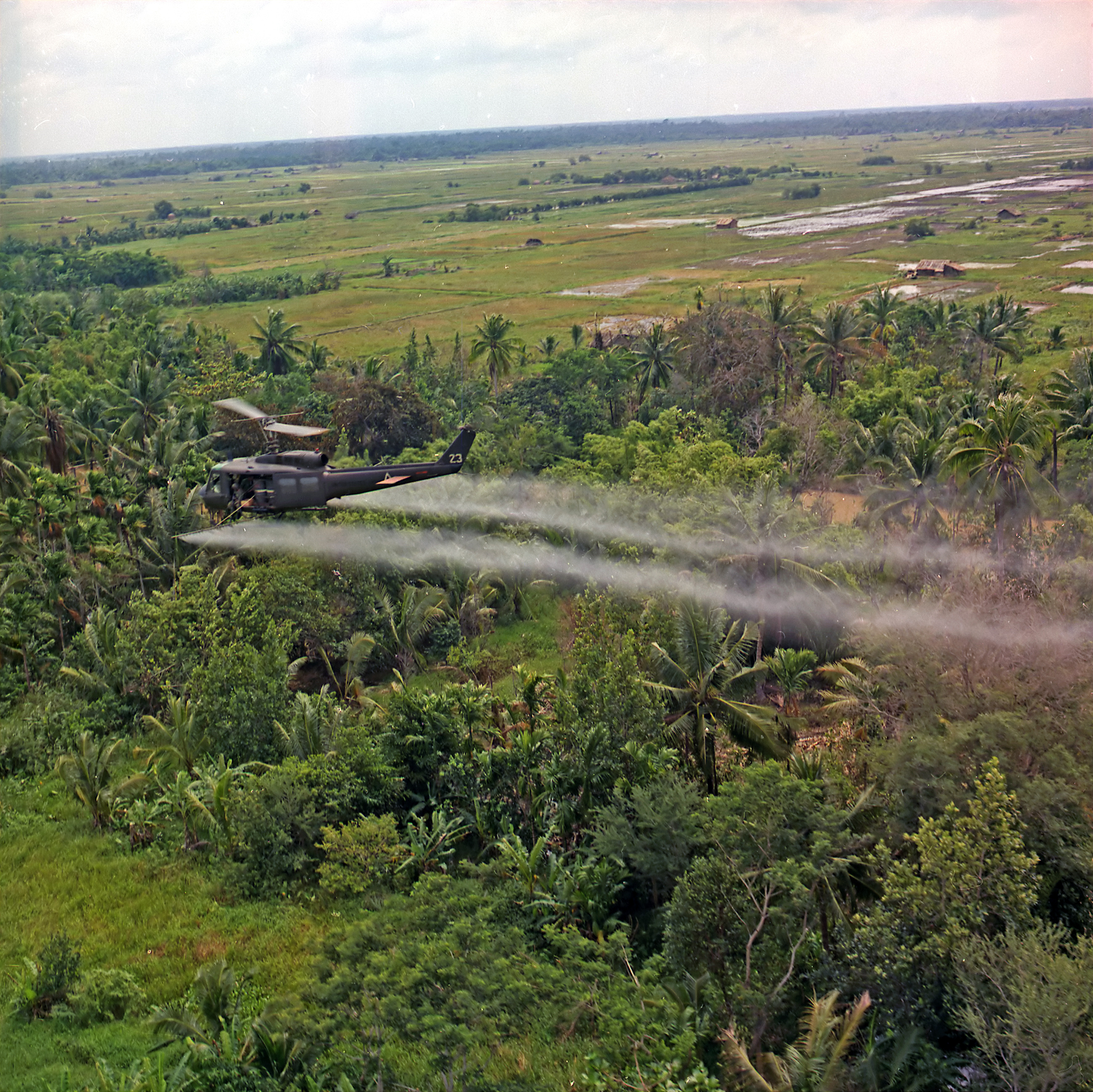
Een helikopter sproeit een ontbladeringsmiddel

Monsanto werd in 1901 in St. Louis, Missouri opgericht door de Ier John Francis Queeny. Met 5000 dollar ging hij in een oud warenhuis de kunstmatige zoetstof sacharine produceren. Het bedrijf noemde hij naar de familienaam van zijn vrouw. De eerste klant was Coca Cola. Later ging het bedrijf ook cafeïne en vanilline produceren, waarvan Coca Cola eveneens de belangrijkste afnemer werd. Sinds de jaren twintig van de twintigste eeuw produceert Monsanto ook voor de bulkchemie, onder meer pcb's en DDT. Monsanto was samen met Dow Chemical de belangrijkste producent van Agent Orange, een herbicide dat door het leger van de Verenigde Staten in de Vietnamoorlog als ontbladeringsmiddel werd ingezet.
Monsanto was in 1983 een van de eerste bedrijven die een cel van een plant genetisch modificeerden, in samenwerking met drie academische teams, en in 1987 een van de eerste die veldproeven met genetisch gemodificeerde gewassen uitvoerden. Het bedrijf bleef in de top tien van chemische bedrijven van de VS staan, tot het tussen 1997 en 2002 het leeuwendeel van de chemische productie door middel van fusies en spin-offs afstootte, om daarna de focus van het bedrijf te verleggen naar de biotechnologie.
Monsanto kocht in 2005 voor US$ 1,4 miljard de conventionele zaadproducent Seminis en enkele weken later de katoenzaden-onderneming Emergent Genetics voor US$ 300 miljoen. Halverwege 2008 nam het voor US$ 800 miljoen De Ruiter Seeds in Bergschenhoek over.
In België heeft Monsanto productiefaciliteiten in Antwerpen en Gent en een onderzoekscentrum in Waver. In Nederland heeft het vestigingen in Bergschenhoek (De Ruiter Seeds), Enkhuizen (Seminis) en Wageningen (Seminis).

## Overname door Bayer
In 2016 deed het Duitse Bayer een overnamebod. De transactie kon pas doorgaan na toestemming van dertig autoriteiten, waaronder de Europese Commissie, China en Brazilië. Voor de Europese toestemming hebben Bayer en Monsanto ingestemd met het afstoten voor ruim 6 miljard euro aan activiteiten en onderzoeksfaciliteiten, hoofdzakelijk aan het Duitse chemiebedrijf BASF. Eind mei 2018 gaf het Amerikaanse ministerie van Justitie toestemming voor de overname, waarmee de laatste belangrijke instemming was verkregen. Op 7 juni 2018 werd de transactie afgerond.

## Activiteiten
Monsanto is wereldwijd actief en telde in het gebroken boekjaar dat liep tot 31 augustus 2016, 20.800 vaste medewerkers en ruim 3000 tijdelijke krachten. Het bedrijf behaalt een omzet van ongeveer US$ 15 miljard op jaarbasis. In de boekjaren 2014 tot en met 2016 gaf het gemiddeld US$ 1,6 miljard uit aan Onderzoek & Ontwikkeling, ruim tien procent van de omzet.
De activiteiten zijn verdeeld over twee onderdelen:
- Seeds and Genomics (zaden); dit onderdeel vertegenwoordigt ongeveer twee derde van de totale omzet
- Agricultural Productivity (bestrijdingsmiddelen)

| Jaar | Omzet  | Nettoresultaat |
| ---- | ------ | -------------- |
| 2012 | 13.504 | 2045           |
| 2013 | 14.861 | 2482           |
| 2014 | 15.855 | 2740           |
| 2015 | 15.001 | 2314           |
| 2016 | 13.502 | 1336           |
| 2017 | 14.640 | 2260           |

### Producten

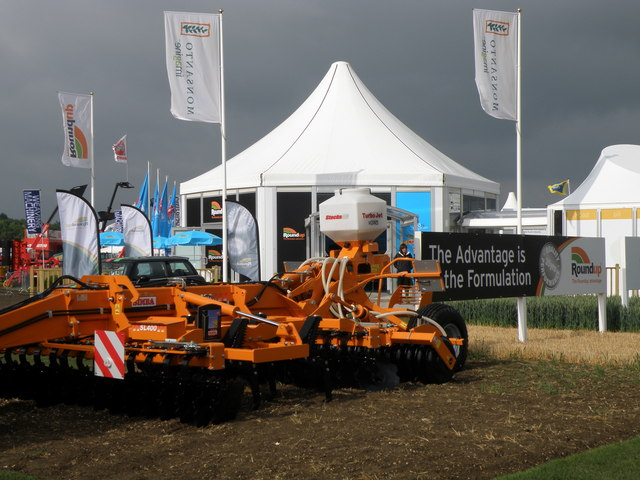
Stand van Monsanto tijdens het evenement Cereals 2009

#### Herbiciden
In 1970 ontdekte John E. Franz, een chemicus van Monsanto, glyfosaat. Monsanto is de grootste producent van glyfosaat herbicide in de VS en brengt het op de markt onder de merknaam Roundup. Roundup wordt gebruikt om onkruid uit te roeien, in het bijzonder eenjarige, breedbladige onkruiden en grassen die concurreren met commerciële gewassen. Het laatste patent van Monsanto met betrekking tot glyfosaat is in 2000 vervallen en het product wordt dan ook wereldwijd door verschillende bedrijven geproduceerd. Ongeveer tien procent van de totale omzet van Monsanto komt van Roundup. Roundup is wereldwijd een van de meest gebruikte herbiciden, zowel professioneel als particulier. In Nederland wordt het middel door organisaties als staatsbosbeheer en natuurmonumenten op zeer beperkte schaal en als uiterste redmiddel gebruikt bij de bestrijding van de invasieve exoot Amerikaanse vogelkers (Prunus serotina) in de Nederlandse bossen.
Glyfosaat is goedgekeurd door regulerende organen wereldwijd en is minder toxisch dan alle herbiciden die het vervangen heeft. Volgens Greenpeace is glyfosaat wel schadelijk voor de menselijke gezondheid en het milieu. Volgens de Vlaamse natuurorganisatie Natuur en Bos wordt het ecologisch evenwicht verstoord wanneer gewasbeschermingsmiddelen zoals Roundup in akkerranden en bermen worden gebruikt, omdat het verstrekkende gevolgen zou hebben voor de bermvegetatie, het insectenleven en de biodiversiteit.
In het voorjaar van 2015 concludeerde het Internationaal Agentschap voor Kankeronderzoek (IARC), een onderdeel van de Wereldgezondheidsorganisatie WHO, dat glyfosaat "waarschijnlijk kankerverwekkend" is voor mensen. Die uitspraak leidde tot een intensieve mediacampagne tegen IARC om de studie in diskrediet te brengen, waarop IARC zich uitgebreid verantwoordde. De Europese Voedselautoriteit (EFSA) betwistte eind 2015 dat glyfosaat kankerverwekkend zou zijn. De tegenstrijdige conclusies zouden verschillende oorzaken hebben: enkel rekening houden met publieke data (IARC) of ook met door de industrie aangeleverd onderzoek (EFSA); onderzoek naar glyfosaat-als-stof (IARC, elke blootstelling) of glyfosaat-in-Roundup (EFSA, blootstelling-in-de-praktijk); eigen methodiek (IARC) of vertrekken van door de industrie opgesteld dossier (EFSA). Op 27 november 2017 besloten de Europese landen in het comité voor voedselveiligheid met achttien tegen negen stemmen de vergunning voor glyfosaat met vijf jaar te verlengen.
In 2019 verschenen berichten in de pers dat in de VS al tienduizenden rechtszaken tegen Monsanto waren aangespannen door mensen die zeiden dat zij kanker hadden gekregen door het gebruik van Roundup. In verschillende rechtszaken zijn tientallen miljoenen aan schadevergoeding toegewezen. In 2020 trof Bayer een miljardenschikking met Amerikanen die claimen dat onkruidbestrijder Roundup kanker veroorzaakt.

#### Zaden
Vanaf 2012 bestaat het productgamma van Monsanto uit landbouw- en groentenzaden. Voor bepaalde zaden gebruikt het genetische technologie om ze resistent te maken tegen herbiciden zoals glyfosaat. Doordat boeren het onkruid kunnen bestrijden met glyfosaat hoeft er in het veld geen plaats vrij gehouden te worden om onkruid te wieden. Daardoor kunnen plantrijen dichter op elkaar gezet worden en kan de productie per hectare worden verhoogd. In de VS hebben boeren dit systeem wijdverbreid aangenomen. Ongeveer negentig procent van alle in de VS geplante maïs, soja, katoen, suikerbiet en koolzaad is glyfosaatresistent. Monsanto was ook bezig met de ontwikkeling van tarwe met glyfosaatresistentie, maar hiermee is het in 2004 gestopt vanwege bezorgdheden omtrent de buitenlandse markt.
Ongeveer vijftig procent van de omzet van Monsanto hangt af van de Roundup-productlijn, inclusief zaden. Het patent op het eerste type Roundup Ready-gewas dat Monsanto uitbracht (sojabonen) verviel in 2014. Monsanto heeft licenties van zijn patenten overgedragen aan andere zaadfabrikanten die ook glyfosaatresistantie in hun producten invoeren. Ongeveer 150 bedrijven hebben een licentie, inclusief Syngenta en Dupont.
Monsanto verhandelt een lijn van zaden waarin een gen van de bacterie bacillus thuringiensis (Bt) is geplaatst. Met dit gen maakt de plant een kristallijn, insectendodend eiwit aan waardoor het niet aangetast wordt door insecten en dus geen insecticiden gebruikt hoeven te worden. Zo verkoopt Monsanto zaden voor Bt-aardappelen, Bt-maïs, Bt-sojabonen en Bt-katoen. Ook verkoopt het zaden die meerdere modificaties bevatten ("stacked traits"), bijvoorbeeld katoen met het Bt-gen dat ook resistent is tegen glyfosaat. Een van deze zaden, geproduceerd in samenwerking met Dow, heet "SmartStax". In 2011 heeft Monsanto het "Genuity"-merk gelanceerd om deze producten in onder te brengen.
Vanaf 2012 produceerde Monsanto de volgende zaden: Roundup Ready luzerne (alfalfa); Roundup Ready koolzaad; katoen, Roundup Ready, Bt, of beide eigenschappen; Hybride sorgo; sojabonen met verschillende profielen, de meeste als Roundup Ready; Roundup Ready suikerbieten; en een breed scala aan tarwe, die vaak het niet-transgene "clearfield" imazamox-tolerant zijn, van BASF.
In 2012 was Monsanto de grootste leverancier van de wereld van groentezaden, waarbij het US$ 200 miljoen aan zaden verkocht. 95 procent van hun onderzoek voor groentezaden is conventioneel kweken en het bedrijf concentreert zich op smaakverbetering van verschillende groenten. Volgens hun website verkoopt het "vierduizend verschillende zaadsoorten in twintig verschillende groenten".
Van de gewassen die Monsanto met gentechnologie heeft vervaardigd, zijn vijf (NK 603 maïs, MON863 maïs, GT73 koolzaad en MON863 X MON810 maïs) toegelaten in acht lidstaten van de Europese Unie (BE, DE, DK, ES, FR, NL, SE, UK). In Europa verkoopt Monsanto enkel MON810 maïs die resistent is tegen de plaag Europese maïsboorder. Volgens een rapport van het ISAAA gaat het om minder dan één procent van de Europese maïsproductie.
Na protesten heeft Monsanto besloten in Europa geen goedkeuring meer te vragen voor zaden die met gentechnologie zijn geproduceerd. In plaats daarvan wil het in Europa zijn activiteiten in de conventionele zaadmarkt uitbreiden.

### Voormalige producten

#### Polychloorbifenyl (pcb's)
Monsanto produceerde tot 1977 pcb's, hittegeleidende vloeistoffen. Tot dat moment kwam 99% van de productie van alle pcb's voor de industrie van de VS uit fabrieken van Monsanto. De pcb's werden verkocht onder merknamen zoals Aroclor en Santotherm. Pcb's werden in het begin enthousiast onthaald omwille van de noodzaak die in de elektrische wereld bestond om duurzamere en veiligere (dan ontbrandbare minerale olie) koel- en isolatievloeistof voor industriële transformatoren te gebruiken. Pcb's werden ook algemeen gebruikt als stabilisator in het produceren van flexibele pvc-coatings voor elektrische kabels en in elektronische componenten om de weerstand van het pvc tegen hitte en vuur te verbeteren. Van deze stoffen was in het begin al geweten dat ze zeer giftig waren maar er werd aangenomen dat ze slechts beperkt met het milieu in aanraking zouden komen. Een aantal leden van de pcb-familie heeft dioxine-achtige (giftige) eigenschappen. Pcb's kunnen leverschade veroorzaken, het optreden van kanker bevorderen, geboorteafwijkingen veroorzaken en het afweersysteem aantasten. Ook kunnen ze de hormoonhuishouding verstoren. Verminderde vruchtbaarheid kan hiervan het gevolg zijn. Pas toen lekken bij transformatoren en giftigheidsproblemen in de nabijheid van fabrieken optraden, werden de duurzaamheid en giftigheid als groot probleem beschouwd.

#### Groeihormonen
Monsanto ontwikkelde en verkocht bovendien somatotropine, ook bekend als rBST en rBGH. Het is een synthetisch hormoon dat wordt ingespoten bij koeien waardoor de melkproductie toeneemt met 11-16%. Monsanto heeft deze bedrijfstak in oktober 2008 in zijn geheel verkocht aan Eli Lilly voor 300 miljoen dollar. Het gebruik van rBST is controversieel. Voornamelijk vanwege de effecten op koeien en hun melk. In sommige markten wordt melk van koeien die niet behandeld zijn met rBST verkocht met labels die vermelden dat de melk zonder rBST aangemaakt is. Deze melk is populair bij de consument. Als reactie op dit label begon AFACT (American Farmers for the Advancement and Conservation of Technology), een pro-BST groep opgericht door melkfabrikanten en verbonden met Monsanto, te lobbyen om zulke labels te verbieden. AFACT stelde dat een aanwezigheid van een label misleidend is, omdat het zou aangeven dat melk van koeien behandeld met rBST minder goed is. De organisatie AFACT is opgeheven in 2011.
Enkele journalisten van Fox News die over het groeihormoon en de schadelijke effecten probeerden verslag te doen, werden naar eigen zeggen tegengewerkt door hun station, eigendom van Rupert Murdoch. Zij wilden onder meer aan de orde stellen, dat het groeihormoon kankerverwekkend is, dat het enkel op ratten was getest in een periode van 90 dagen en dat de Food and Drug Administration (FDA) het product goedkeurde hoewel het in 18 landen was verboden. Rupert Murdoch is de eigenaar van veel tv-stations, onder meer in Florida. De tegenwerking hield verband met het mogelijke verlies aan reclame-inkomsten. De verslaggevers hebben nadien een klacht ingediend tegen hun ex-werkgever Fox News wegens het "intentioneel verspreiden van onjuiste en vervormde nieuwsberichten".

#### Andere producten
Aspartaam werd in 1965 bij toeval ontdekt door een medewerker van G.D. Searle & Company, een bedrijf dat in 1985 door Monsanto overgenomen werd. G.D. Searle & Company bezat het patent op de kunstmatige zoetstof aspartaam. In 1981 werd aspartaam voor het eerst goedgekeurd voor gebruik in bepaalde droge voedingsmiddelen door het Amerikaanse agentschap voor voedsel, toevoegingen daarvan en medicijnen, de FDA. Het zal echter nog duren tot 1996 voordat aspartaam in alle voedingsmiddelen wordt goedgekeurd. De CEO en president van G.D. Searle & Company was destijds Donald Rumsfeld. Hij werd later bekend als de minister van Defensie onder George W. Bush. Sinds 2000 produceert Monsanto geen aspartaam meer. Dit bedrijfsonderdeel, onder de naam Nutrasweets, werd toen verkocht aan J.W. Childs.
Een ander product, de rubberverzachter Ethoxyquine, heeft voor een voedingsschandaal gezorgd toen het in de jaren negentig toegepast ging worden als conservator in huisdierdroogvoeders en er zich bij huisdieren en gefokte rashonden en raskatten gezondheidsproblemen voordeden die de eigenaren weten aan de chemicaliën. Ethoxiquine mag niet als conserveermiddel in voor menselijke consumptie bestemd vlees gebruikt worden en wordt door de diervoederindustrie inmiddels steeds minder als conserveermiddel toegepast. In Amerika is het zowel voor menselijke als dierlijke consumptie verboden als additief.
Ook is Monsanto de producent van het bestrijdingsmiddel alachloor, onder de merknaam Lasso.

## Kritiek op Monsanto

### GGO-zaden en patenten
Monsanto was tevens een pionier in het toepassen van het businessmodel van de biotechnologische industrie op de landbouw. In dit model wordt geïnvesteerd in onderzoek en ontwikkeling en wordt er winst gemaakt door patenten. De toepassing van dit model door Monsanto op de landbouw, samen met de groeiende vraag naar het globale, uniforme kwekersrecht, zorgde ervoor dat dit in conflict kwam met de toen gangbare praktijk van boeren om hun zaden te bewaren, te hergebruiken, delen en eigen soorten aan te maken. Het patenteren van zaden wordt door tegenstanders bekritiseerd als "biopiraterij" en wordt door hen als een gevaar voor de biodiversiteit beschouwd. Door haar invloedrijke betrokkenheid als multinational, is Monsanto het middelpunt geworden van kritiek op het gebruik van gentechnologie in de landbouw.

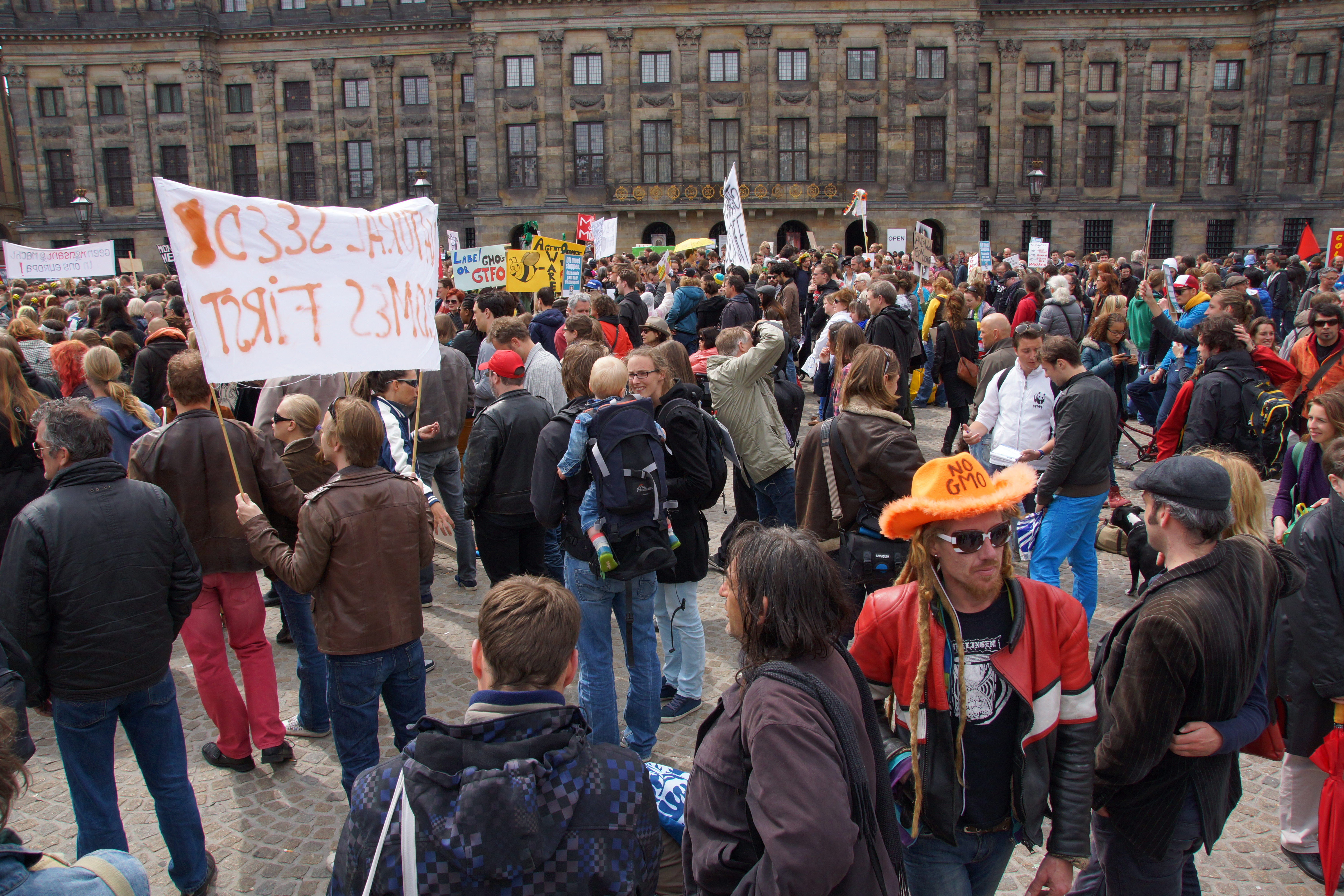
Amsterdam, 25 mei 2013, protest tegen Monsanto.

Vandana Shiva is groot tegenstander van Monsanto en zijn GGO-zaden. In 2006 vertelde zij dat Monsanto schuldig is aan genocide. Volgens haar zouden de GGO-zaden van Monsanto zorgen voor de zelfmoord van boeren in India. In de film Bitter Seeds wordt het verkoopbeleid van Monsanto aangewezen als oorzaak van zelfmoord onder lokale boeren in India. Uit een analyse van het tijdschrift Nature blijkt dat de zelfmoorden al gaande waren voordat Monsanto in het land actief werd. In de documentaire Web of Life wordt door Vandana Shiva de combinatie van Roundup met Roundup Ready-zaden genoemd als een oorzaak van de afname van de biodiversiteit en het ontstaan van monocultuur.

### Handhaving Roundup Ready-patent
Monsanto heeft haar "Roundup Ready-zaden" gepatenteerd. Monsanto heeft een kliklijn waarop verdenkingen van inbreuk op het octrooirecht gemeld kunnen worden. Een Canadese rechtszaak die veel media-aandacht genereerde was het geschil Monsanto vs Schmeiser (1997-2004).

### Monsanto papers
Uit interne mails van het bedrijf, die door een Amerikaanse rechtbank in maart 2017 zijn uitgebracht, bleek dat Monsanto wetenschappelijke studies manipuleerde om de schadelijkheid van glyfosaat te betwisten. De mails, in de media bekendgeraakt als de Monsanto papers, leidden in 2017 tot heftige debatten op Europees niveau, waar de Commissie de vergunning voor glyfosaat met vijf jaar wilde verlengen, tegen de zin van het Europees Parlement, dat het product geleidelijk wilde uitbannen.
De papers werden gebruikt in rechtszaken als die van de Amerikaan Dewayne Johnson. Hij was jarenlang tuinman van een school en kwam veelvuldig onbeschermd met Roundup in aanraking. Monsanto wist niet alleen van de mogelijke negatieve gevolgen van het product voor de mens. Het Amerikaanse bedrijf probeerde ook alles wat daarop wees te verbergen. Johnson spande een zaak aan omdat hij naar eigen zeggen lymfeklierkanker kreeg door het bestrijdingsmiddel. Een jury in de Amerikaanse staat Californië stelde hem daarin in het gelijk. Hij kreeg in 2018 een schadevergoeding van in totaal 289 miljoen dollar toegewezen.

### Herbicide Lasso (alachloor)
In Frankrijk is Monsanto al jaren verwikkeld in een juridisch gevecht met Paul François, een graanteler uit de Charente, die zegt bij het reinigen van een spoeltank vergiftigd te zijn door Lasso, Monsanto’s merknaam voor de herbicide alachloor. Het product is sedert 2007 in Frankrijk verboden. Ondanks herhaalde vonnissen in het voordeel van de landbouwer, stelde Monsanto (nu: Bayer) in 2019 voor de tweede maal cassatieberoep in.

### In de media
Le monde selon Monsanto (The World According to Monsanto) was een documentaire uit 2008 van de Franse tv-journaliste en documentairemaakster Marie-Monique Robin. De film, met aansluitend boek, is een kritisch onderzoek naar de rechtszaken rond en producten van Monsanto.
De tentoonstelling Monsanto®, A Photographic Investigation (Monsanto®, Une enquête photographique) van de Frans-Venezolaanse fotograaf Mathieu Asselin, met aansluitend fotoboek, volgt in hetzelfde spoor. De tentoonstelling werd in 2017 vertoond op het fotografiefestival Rencontres d'Arles en trok nadien de wereld rond.